# Privates Gut
|                    | Rivalitätsgrad = 0             | Rivalitätsgrad = 1                              |
| ------------------ | ------------------------------ | ----------------------------------------------- |
| Exklusionsgrad = 0 | öffentliches Gut (z. B. Deich) | Allmendegut (z. B. überfüllte Innenstadtstraße) |
| Exklusionsgrad = 1 | Klubgut (z. B. Pay-TV)         | Privates Gut (z. B. Speiseeis)                  |

Private Güter (oder Individualgüter) sind in der Wirtschaftswissenschaft Güter, die von einem Wirtschaftssubjekt auf dem Gütermarkt nachgefragt werden können, wobei andere Wirtschaftssubjekte rechtlich oder faktisch von der Nutzung desselben Gutes ausgeschlossen werden. Gegensatz sind die Gemeingüter.

## Allgemeines
Richard Musgrave unterschied 1957 zwischen privaten Gütern (englisch private goods), öffentlichen Gütern (englisch social goods) und meritorischen Gütern (englisch merit goods), Private Güter sind eine Güterart im Hinblick auf die Kriterien Ausschließbarkeit Dritter und Rivalität im Konsum. Ob es sich um private oder öffentliche Güter handelt, hängt davon ab, ob beide Kriterien erfüllt sind oder nicht. 

## Kriterien
Öffentliche oder private Güter werden an zwei Kriterien gemessen, und zwar der Ausschließbarkeit mit dem Maßstab des Exklusionsgrades und der Rivalität mit dem Rivalitätsgrad. Ein Exklusionsgrad von „null“ bedeutet, dass niemand vom Konsum ausgeschlossen werden kann. Ein Rivalitätsgrad von „null“ besagt, dass es im Konsum keine Rivalität gibt.
Bei privaten Gütern ist ein Exklusionsgrad vorhanden, der andere Nachfrager vom Konsum des konkreten Gutes ausschließt. Es liegt auch ein Rivalitätsgrad vor, weil konkurrierende Nachfrager als Rivalen um das Gut oder dessen Nutzen aufgefasst werden.

## Beispiele
Da die privaten Güter im Konsum rivalisieren, können sie auf dem Gütermarkt marktwirtschaftlich angeboten werden. Es gilt das Ausschlussprinzip des Marktpreises. Ist ein Gut sehr teuer (etwa Luxusgüter), scheiden diejenigen Nachfrager aus, die nicht bereit sind, den hohen Preis zu zahlen. Die Rivalität wird deutlich, wenn für mehrere gleichzeitig erscheinende Nachfrager nur noch ein einziger Artikel im Regal liegt. Wer als erster zugreift, hinterlässt für die anderen eine Regallücke. Typische Beispiele für private Güter sind Hausrat, Kleidung oder Lebensmittel.

## Wirtschaftliche Aspekte
Die weitaus meisten Produkte und Dienstleistungen wie Rohstoffe, Grundstoffe, Vorleistungsgüter, Halbfertigfabrikate, Zwischenprodukte oder Fertigerzeugnisse gehören zu den privaten Gütern, die auf dem Gütermarkt oder Dienstleistungsmarkt gehandelt werden. Ihre Produktion wird durch den Preis- und Marktmechanismus reguliert. Die an Gewinnmaximierung orientierten Unternehmen produzieren die Güter effizient und stellen nur Güter her, die auch nachgefragt werden. Damit sind die Bedingungen für eine optimale Ressourcenallokation erfüllt. Private Güter können nur von denjenigen Marktteilnehmern genutzt werden, die den Marktpreis hierfür zahlen. Die Zahlungsbereitschaft der Nachfrager zeigt an, wie groß der Nutzen der Güter aus Sicht des Verbrauchers ist; der Preis spiegelt die Präferenzen der Verbraucher wider.
Bei öffentlichen Gütern (wie etwa Landesverteidigung) gibt es weder Ausschließbarkeit noch Rivalität, so dass diese nicht vom Markt angeboten werden können (Marktversagen). Hier muss der Staat korrigierend in den Markt eingreifen oder diese Güter selbst bereitstellen.